# BR-Klasse 33
Die Klasse 33 der British Railways war eine Baureihe von Diesellokomotiven mit elektrischer Leistungsübertragung für den mittelschweren Personen- und Güterzugdienst, die von 1960 bis 1962 bei der Birmingham Railway Carriage and Wagon Company in England gebaut wurde.

## Geschichte
Um Dampflokomotiven zu ersetzen, wurde 1957 für die südlichen Strecken der British Railways eine leistungsstärkere Variante der bereits bestellten Class 26 bei der Birmingham Railway Carriage and Wagon Company in Auftrag gegeben. Die erste Bestellung umfasste 45 Lokomotiven zu einem Einzelpreis von rund 77.000 britischen Pfund, die ab Januar 1960 geliefert und als D6500 bis D6544 nummeriert wurden. Es folgten weitere 20 Maschinen zu einem Stückpreis von 78.900 Pfund, die die Nummern D6545 bis D6564 erhielten. Nach der dritten Lieferserie von 21 Lokomotiven mit den Nummern D6565 bis D6585 wurden 12 Loks mit einem schmaleren Lokkasten für den Einsatz auf der Hastings Line zwischen Royal Tunbridge Wells und Hastings bestellt, bis Mai 1962 geliefert und als D6586 bis D6597 eingereiht.
Die Lokomotiven waren zur Auslieferung dunkelgrün mit grauem Dach, roten Pufferträgern und schwarzem Fahrwerk lackiert. Ein umlaufender weißer Zierstreifen und weiße Fensterumrandungen prägten das Erscheinungsbild. Bald wurde die verbleibende dunkelgrüne Fläche an den Stirnseiten in einem kräftigen Gelb lackiert, später wurden bei einigen Maschinen auch die weißen Fensterumrandungen durch diesen Gelbton ersetzt.
Die insgesamt 98 Lokomotiven wurden in den Sommermonaten hauptsächlich im Personenverkehr und im Winter aufgrund der fehlenden Dampfheizung vor allem im Güterzugdienst eingesetzt. Seltener zogen sie auch schwere Schnellzüge, wobei sie meist als Vorspannlok vor einer Maschine mit Dampfheizung fuhren.
Im Jahr 1966 wurden 19 Loks in den Eastleigh Works mit einer aufwändigen Doppeltraktions- und Wendezugsteuerung ausgerüstet, die die Kombination mit den Zweikraftlokomotiven der Klassen 73 und 74 sowie mit allen elektropneumatisch gesteuerten Triebzügen ermöglichte. Zudem erhielten sie abklappbare Janney-Kupplungsköpfe zum Kuppeln schwerer Reisezüge. Ab dem Umbau waren sie rund drei Jahrzehnte im Wendezugeinsatz zwischen Bournemouth und Weymouth anzutreffen. Vom Bahnhof Weymouth fuhren die Loks auch auf der Weymouth Harbour Tramway zum Endbahnhof Weymouth Quay, der Anlegestelle für Passagierschiffe. Die umgebauten Loks waren die ersten der Klasse 33, auf die das neue blau-gelbe Farbschema der British Rail übertragen wurde. Bei diesem waren Seitenwände und Dach dunkelblau, das Fahrwerk schwarz und die Frontpartien gelb.
Ab 1973 erhielten alle noch im Einsatz stehenden Lokomotiven eine neue Nummer zur Aufnahme in das computergestützte Fahrzeugverwaltungssystem TOPS der British Rail. Auf die Baureihennummer 33 folgte die dreistellige Ordnungsnummer, die zwar die Reihenfolge der alten Nummern berücksichtigte, wegen Lücken bereits ausgemusterter Loks und dem Umbau einiger Maschinen aber nach keinem festen Schema vergeben wurde. Dabei wurde zum Beispiel die D6500 zur 33 001, die D6505 zur 33 005 und die D6540 zur 33 022. Die originale Ausführung wurde zur Unterbaureihe 33/0 mit dem Nummernbereich 33 001 bis 065. Für die Umbauloks mit Wendezugsteuerung war ursprünglich eine eigene Baureihennummer, die Klasse 34, vorgesehen, dann wurden sie aber zur 33/1 mit den Nummern 33 101 bis 119 umgezeichnet. Die zwölf Loks mit schmalerem Lokkasten erhielten die Bezeichnung 33/2 und die Nummern 33 201 bis 212.
Beim Lokpersonal und bei Eisenbahnfreunden waren die Loks der Klasse 33 als Cromptons bekannt, was sich auf die von Crompton Parkinson gelieferte elektrische Ausrüstung der Fahrzeuge bezog. Die Loks der Reihe 33/1 bekamen gesondert den Spitznamen Bagpipe und die zwölf 33/2 wurden Slim Jims genannt.
Da die Maschinen bei der British Rail mit der Beschaffung neuer Triebfahrzeuge ab den 1980er Jahren überflüssig waren, wurden sie von 1986 bis 2001 ausgemustert und von 1986 bis 2013 zu großen Teilen verschrottet. Bei Privatbahnen und in Eisenbahnmuseen sind bis heute 29 Lokomotiven der Class 33 erhalten.

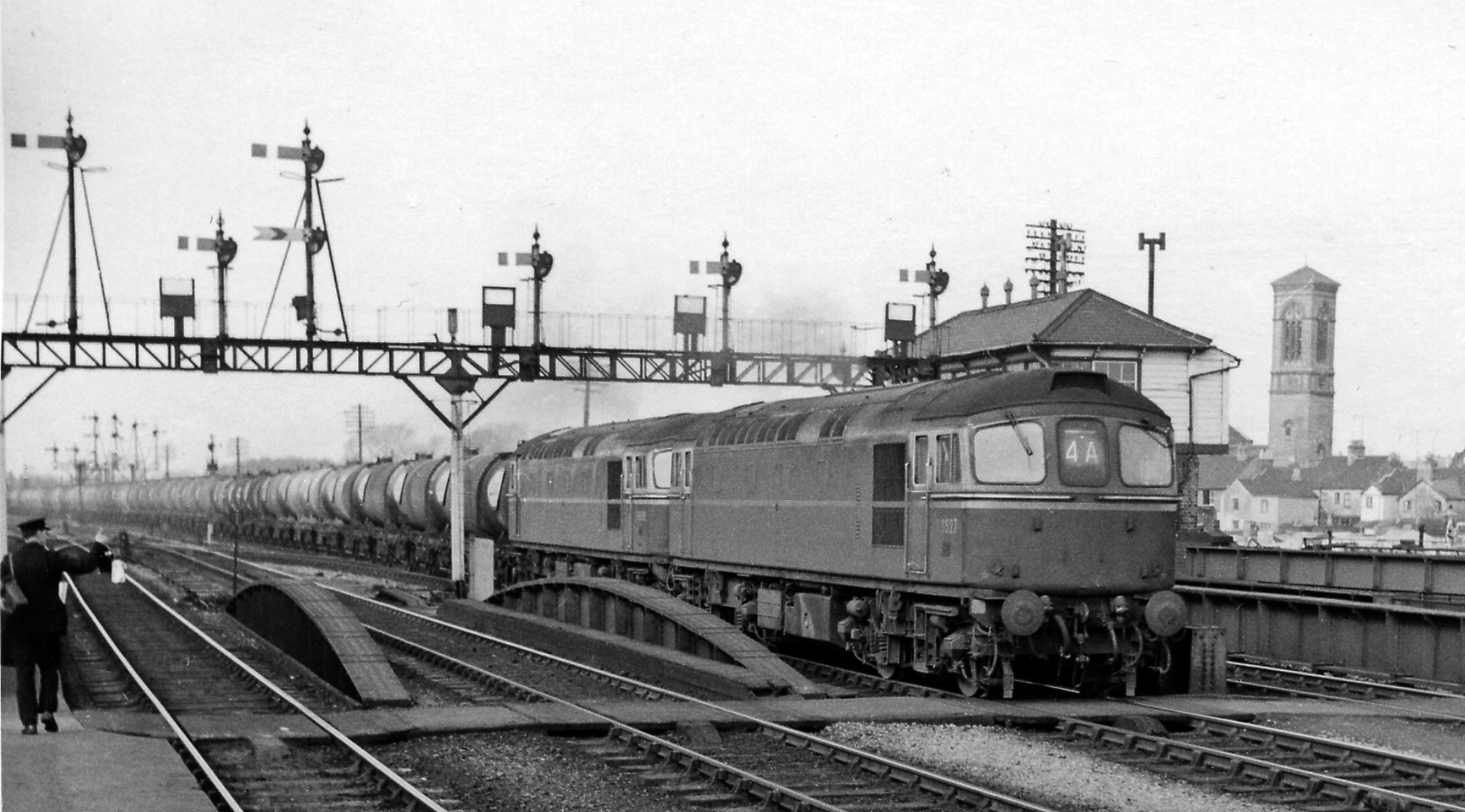
D6527 und D6505 mit Kesselzug in Oxford (1964)
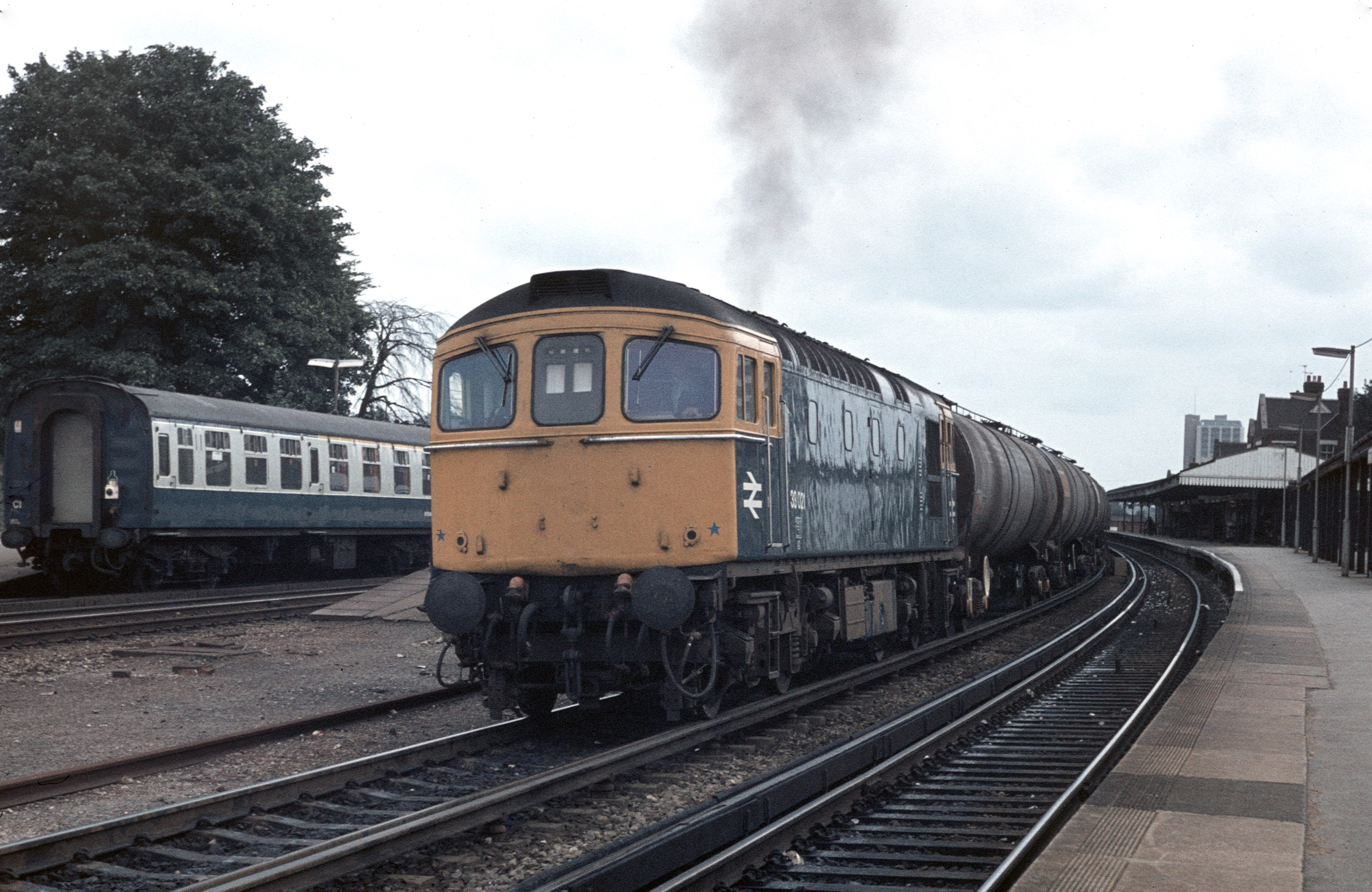
33021 (D6539) mit Kesselzug in Basingstoke (1977)
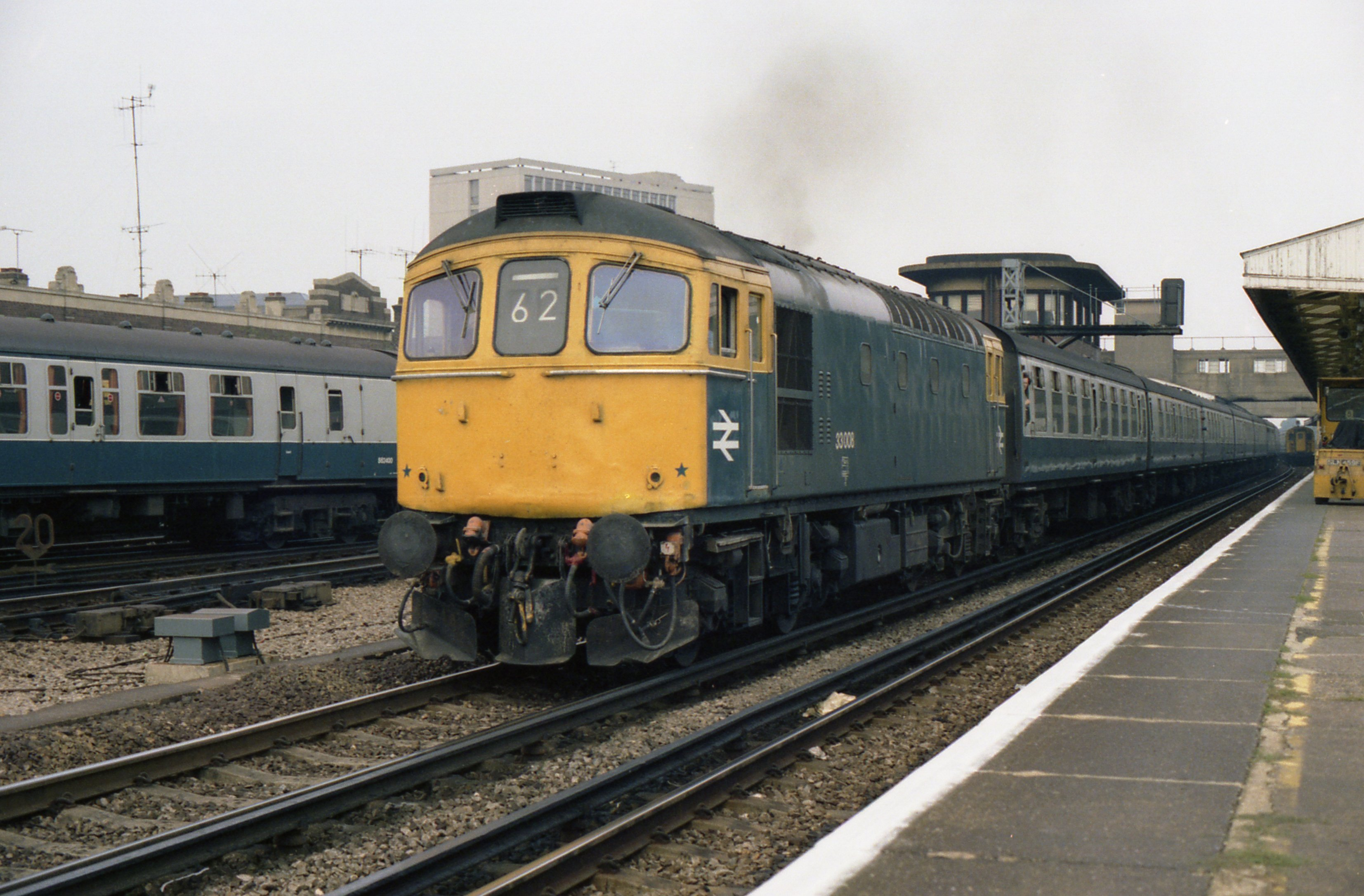
33008 (D6508) mit Reisezug in Woking (1978)
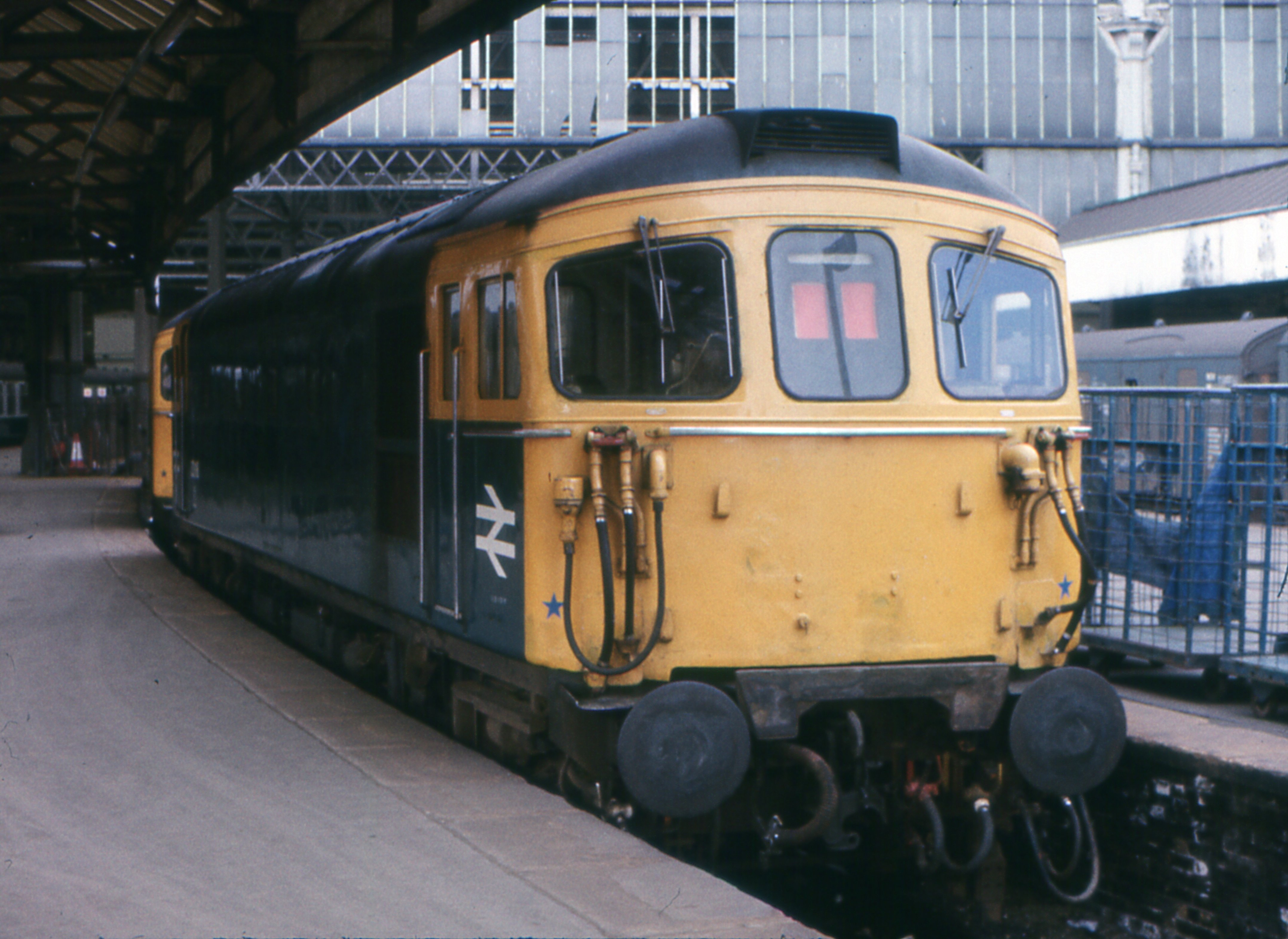
33118 (D6538) in London Waterloo (1979)

## Technische Beschreibung

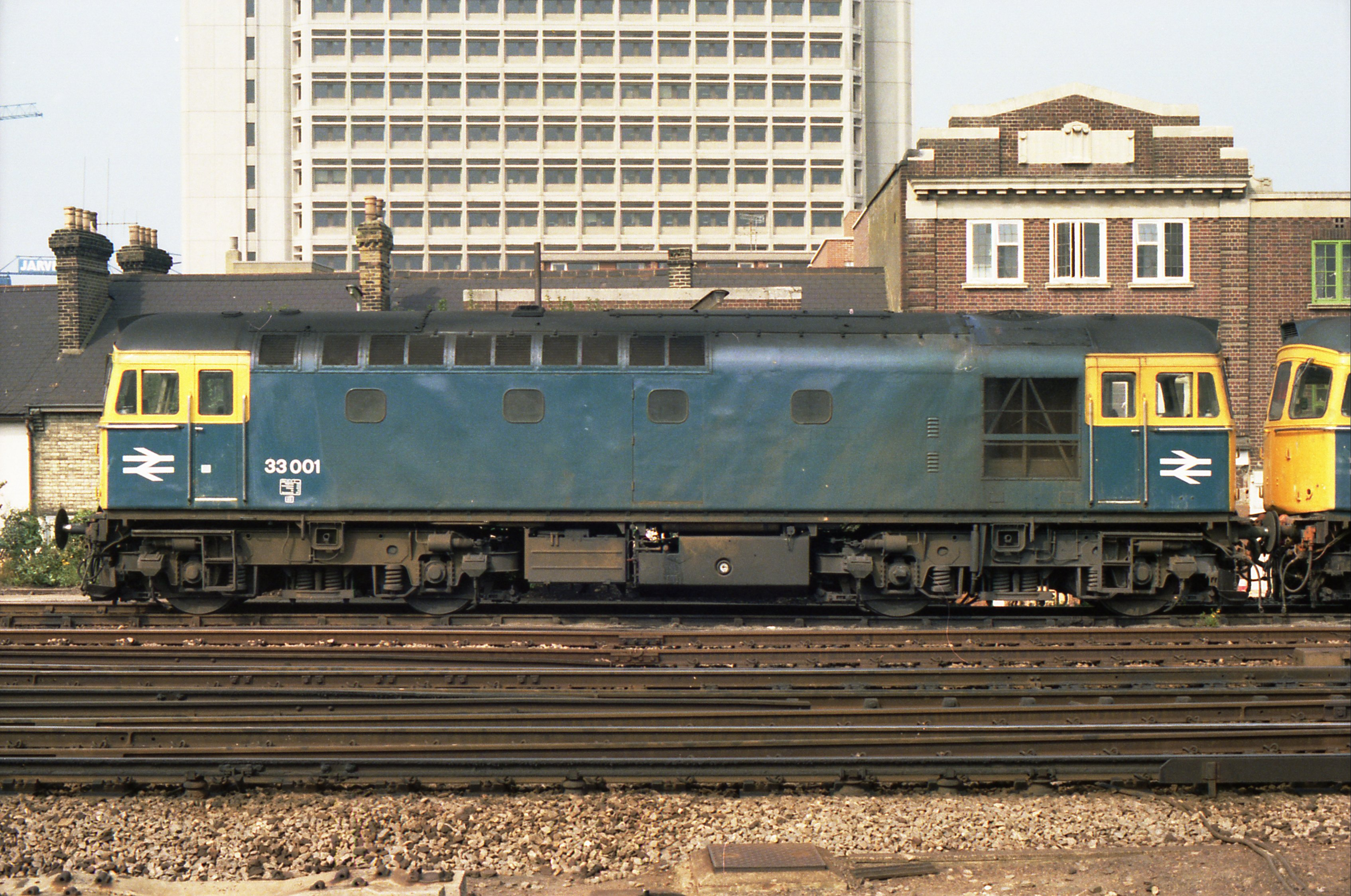
Seitenansicht der 33001 (D6500)

Die Lokomotiven besitzen einen aus Stahlprofilen und -blechen geschweißten Grundrahmen. Die Seitenwände des Lokkastens und der beiden Führerhäuser bestehen ebenfalls aus Stahlblechen, das Dach der Führerhäuser dagegen aus glasfaserverstärktem Kunststoff.
Die Konstruktion der British Rail Class 33 weist eine große Ähnlichkeit zu der der Class 26 und auch der später gebauten Class 27 auf. Ein auffälliges Unterscheidungsmerkmal zu den verwandten Baureihen ist das große mittlere Stirnfenster der Klasse 33, hinter dem sich die Zugidentifikationsanzeige befindet.
Der Rahmen liegt über Schraubenfedern auf zwei zweiachsigen Drehgestellen auf. Die Lokomotiven hatten teilweise dreiteilige angebaute Schneepflüge. Dabei wurden die beiden äußeren Räumbleche vom Drehgestellrahmen getragen, während das mittlere, falls vorhanden, am Grundrahmen des Fahrzeugs angeschraubt war. Hinter dem ersten Führerstand befindet sich die Kühlanlage mit einem großen Kühlerlüfter auf dem Dach. Dahinter folgt die Antriebseinheit, bestehend aus dem Dieselmotor und dem Hauptgenerator. Die Klasse 26 besaß den sechszylindrigen Motor des Typs Sulzer 6LDA28-A. Er war als Reihenmotor ausgeführt und benötigte daher für seine verhältnismäßig geringe Leistung von 870 kW (1180 PS) viel Platz. Um die Leistung zu steigern, wurde bei der Class 33 auf den Dampfheizkessel verzichtet und der Motor um zwei Zylinder erweitert. So entstand der Dieselmotor Sulzer 8LDA28. Er ist wie beschrieben ein wassergekühlter Achtzylinder-Reihenmotor, arbeitet nach dem Viertaktprinzip und erreicht bei einer Drehzahl von 750 Umdrehungen pro Minute eine Leistung von 1160 kW (1570 PS). Die Zylinder haben einen Innendurchmesser von 280 mm und einen Kolbenhub von 360 mm. Daraus ergibt sich ein Hubraum von 22 Litern pro Zylinder und 177 Litern des gesamten Motors. Der Motor arbeitet in Verbindung mit einem Abgasturbolader des Typs Sulzer de Havilland LAG 37-17, der ebenfalls zur gewünschten Leistungssteigerung beiträgt. Der vom Dieselmotor angetriebene Gleichstrom-Hauptgenerator Crompton Parkinson CG391-B1 mit einer Leistung von 1010 kW bei 575 Volt versorgt die vier elektrischen Gleichstromfahrmotoren des Typs Crompton Parkinson C171-C2. Zwischen Dieselmotor und Hauptgenerator befindet sich der Zugheizgenerator Crompton Parkinson CAG392-A1 mit einer Leistung von 235 kW bei einer Gleichspannung von 750 Volt. Der Hilfsgenerator Crompton Parkinson CAG193-A1 mit einer Leistung von 57 kW bei 110 Volt versorgt das Bordnetz für die fahrzeugeigenen Verbraucher wie Pumpen, Lüfter und Lampen. Hinter den Generatoren befinden sich die Hilfsbetriebe, beispielsweise der Fahrmotorlüfter, der Kompressor der Bremsanlage und der Hauptschaltschrank. Unter dem Lokkasten zwischen den Drehgestellen sind der Dieselkraftstofftank mit einem Fassungsvermögen von 3640 Litern, der Batteriekasten sowie die Vorratsbehälter für die Saug- und Druckluftbremse untergebracht. Das Fahrzeug kann mit der direkt wirkenden Druckluftbremse, der indirekt wirkenden Druckluftbremse, der Saugluftbremse und einer Handbremse gebremst werden. Während die Saug- und Druckluftbremsen auf alle vier Radsätze wirken, bremst die Handbremse nur die jeweils innere Achse des Drehgestells.
Alle notwendigen Funktionen der Lokomotive können über die elektropneumatische Doppeltraktionssteuerung ferngesteuert werden. Die Lokomotiven können eine Anfahrzugkraft von 200 kN aufbringen und erreichen eine Höchstgeschwindigkeit von 135 km/h (85 mph).

## Unfälle
In den ersten zehn Einsatzjahren war etwa alle zwei Jahre eine Class 33 an einem Unfall beteiligt, was oft mit dem Güterzugeinsatz auf Nebenbahnen zusammenhing, die kurz vor ihrer Stilllegung nicht mehr modernisiert wurden.
- Am 8. Dezember 1961 rangierte ein Güterzug im Bahnhof Paddock Wood, als ein von D6506 gezogener Güterzug von Hoo Junction nach Tonbridge mehrere haltzeigende Signale überfuhr und mit dem Ende des anderen Zuges zusammenstieß. Die Lok D6506 wurde dabei schwer beschädigt und kam am 29. Dezember zum Wiederaufbau in die Eastleigh Works.
- Am 23. März 1963 beförderte die D6520 einen Güterzug, der zwischen Burghclere und Highclere entgleiste.
- Am 5. März 1964 überfuhr die D6502 mit einem Güterzug an der Itchingfield Junction haltzeigende Signale und fuhr auf einen anderen Güterzug auf. Zwei Menschen wurden getötet. Der Schaden war so groß, dass die Lokomotive vor Ort zerlegt werden musste.
- Am 30. September 1966 beförderte die Lokomotive D6535 einen Güterzug, der in Wallers Ash mehrere Haltesignale überfuhr und in einer Schutzweiche entgleiste.
- Am 16. Oktober 1968 kollidierte die Lokomotive D6576 in Reading mit einer Lok der Klasse 47. Die D6576 wurde im November 1968 ausgemustert und im März 1969 zur Ersatzteilgewinnung zerlegt.
- Am 4. Januar 1969 beförderte die D6558 einen Postzug, der zwischen Paddock Wood und Marden mit einem Personenzug zusammenstieß.[7]
- Am 28. Juli 1971 entgleiste die D6561 mit einem Postzug in Guildford.
- Im September 1975 verunfallte die Lokomotive 33 041 (D6559) in London und wurde anschließend ausgemustert.
- Am 11. Oktober 1977 zogen die Lokomotiven 33 036 (D6554) und 33 043 (D6561) einen Güterzug, der in Mottingham entgleiste. Aufgrund der erlittenen Schäden wurde die 33 036 anschließend außer Dienst gestellt und verschrottet.
- Am 25. Februar 1979 kollidierte ein von 33 115 (D6533) gezogender Personenzug nahe Hilsea mit einem Schienenkran. Bei dem Unfall kam eine Person ums Leben. Die Lok wurde vorerst außer Betrieb genommen.[8]
- Am 26. Januar 1985 fuhr die 33 104 (D6516) von hinten auf einen unbeleuchteten Personenzug auf, der wegen eines Erdrutsches nahe Popham angehalten hatte. Zwölf Menschen wurden verletzt und die Lokomotive anschließend ausgemustert.
- Am 24. März 1987 überfuhr ein von einer Class 47 geführter Güterzug ein Haltesignal nahe der Frome North Junction und stieß frontal mit einem von 33 032 (D6550) gezogenen Personenzug zusammen. 15 Personen wurden verletzt. Die Lok verblieb einige Monate in Frome West und wurde später in den Eastleigh Works zerlegt.[9]
- Am 20. April 1989 lief die Lokomotive 33 107 (D6520) in Holton Heath zwischen Wareham und der Hamworthy Junction von hinten auf einen Güterzug auf. Der Lokführer der 33 107 starb, als er von der Lokomotive sprang, um sich zu schützen.[10]

## Fahrzeugliste
| Originalnummer | TOPS-Nummer | Indienststellung | Ausmusterung | Verbleib                                                            | Reihe |
| -------------- | ----------- | ---------------- | ------------ | ------------------------------------------------------------------- | ----- |
| D6500          | 33 001      | 01 / 1960        | 03 / 1988    | zerlegt 03 / 1989                                                   | 0     |
| D6501          | 33 002      | 02 / 1960        | 02 / 1997    | South Devon Railway                                                 | 0     |
| D6502          | -           | 03 / 1960        | 05 / 1964    | zerlegt 07 / 1964 nach Unfall an Itchingfield Junction (03 / 1964)  | 0     |
| D6503          | 33 003      | 03 / 1960        | 08 / 1987    | zerlegt 10 / 1990                                                   | 0     |
| D6504          | 33 004      | 03 / 1960        | 06 / 1991    | zerlegt 08 / 1992                                                   | 0     |
| D6505          | 33 005      | 04 / 1960        | 06 / 1987    | zerlegt 10 / 1990                                                   | 0     |
| D6506          | 33 006      | 04 / 1960        | 08 / 1991    | zerlegt 06 / 1994                                                   | 0     |
| D6507          | 33 007      | 05 / 1960        | 12 / 1986    | zerlegt 05 / 1987                                                   | 0     |
| D6508          | 33 008      | 05 / 1960        | 02 / 1997    | Battlefield Line Railway                                            | 0     |
| D6509          | 33 009      | 05 / 1960        | 03 / 1992    | zerlegt 04 / 1997                                                   | 0     |
| D6510          | 33 010      | 06 / 1960        | 04 / 1988    | zerlegt 03 / 1989                                                   | 0     |
| D6511          | 33 101      | 06 / 1960        | 05 / 1993    | zerlegt 02 / 1997                                                   | 1     |
| D6512          | 33 011      | 06 / 1960        | 03 / 1989    | zerlegt 10 / 1990                                                   | 0     |
| D6513          | 33 102      | 06 / 1960        | 11 / 1992    | Churnet Valley Railway                                              | 1     |
| D6514          | 33 103      | 07 / 1960        | 02 / 1997    | Ecclesbourne Valley Railway                                         | 1     |
| D6515          | 33 012      | 07 / 1960        | 02 / 1997    | Swanage Railway                                                     | 0     |
| D6516          | 33 104      | 07 / 1960        | 12 / 1985    | zerlegt 03 / 1986 nach Unfall nahe Popham (01 / 1985)               | 1     |
| D6517          | 33 105      | 07 / 1960        | 10 / 1987    | zerlegt 11 / 1990                                                   | 1     |
| D6518          | 33 013      | 08 / 1960        | 03 / 1989    | zerlegt 06 / 1991                                                   | 0     |
| D6519          | 33 106      | 08 / 1960        | 11 / 1990    | zerlegt 09 / 1992                                                   | 1     |
| D6520          | 33 107      | 09 / 1960        | 05 / 1989    | zerlegt 05 / 1991 nach Unfall in Holton Heath (04 / 1989)           | 1     |
| D6521          | 33 108      | 09 / 1960        | 05 / 1993    | Severn Valley Railway                                               | 1     |
| D6522          | 33 014      | 09 / 1960        | 02 / 1986    | zerlegt 09 / 1986                                                   | 0     |
| D6523          | 33 015      | 09 / 1960        | 07 / 1989    | zerlegt 11 / 1990                                                   | 0     |
| D6524          | 33 016      | 10 / 1960        | 10 / 1989    | zerlegt 01 / 1992                                                   | 0     |
| D6525          | 33 109      | 10 / 1960        | 02 / 1997    | East Lancashire Railway                                             | 1     |
| D6526          | 33 017      | 10 / 1960        | 01 / 1988    | zerlegt 11 / 1990                                                   | 0     |
| D6527          | 33 110      | 10 / 1960        | 09 / 1992    | Privatbesitz in Essex                                               | 1     |
| D6528          | 33 111      | 10 / 1960        | 06 / 1991    | Swanage Railway                                                     | 1     |
| D6529          | 33 112      | 11 / 1960        | 11 / 1988    | zerlegt 09 / 1992                                                   | 1     |
| D6530          | 33 018      | 11 / 1960        | 02 / 1988    | Privatbesitz in Essex                                               | 0     |
| D6531          | 33 113      | 11 / 1960        | 10 / 1992    | zerlegt 01 / 1997                                                   | 1     |
| D6532          | 33 114      | 11 / 1960        | 02 / 1993    | zerlegt 08 / 1997                                                   | 1     |
| D6533          | 33 115      | 12 / 1960        | 05 / 1989    | zerlegt 07 / 1996                                                   | 1     |
| D6534          | 33 019      | 12 / 1960        | 12 / 1998    | Nemesis Rail                                                        | 0     |
| D6535          | 33 116      | 12 / 1960        | 08 / 1998    | Great Central Railway                                               | 1     |
| D6536          | 33 117      | 12 / 1960        | 02 / 1997    | East Lancashire Railway                                             | 1     |
| D6537          | 33 020      | 12 / 1960        | 04 / 1993    | zerlegt 01 / 1997                                                   | 0     |
| D6538          | 33 118      | 01 / 1961        | 04 / 1993    | zerlegt 02 / 1997                                                   | 1     |
| D6539          | 33 021      | 01 / 1961        | 09 / 1996    | Churnet Valley Railway                                              | 0     |
| D6540          | 33 022      | 01 / 1961        | 12 / 1989    | zerlegt 09 / 1991                                                   | 0     |
| D6541          | 33 023      | 01 / 1961        | 02 / 1997    | zerlegt 11 / 2005                                                   | 0     |
| D6542          | 33 024      | 02 / 1961        | 02 / 1986    | zerlegt 05 / 1986                                                   | 0     |
| D6543          | 33 025      | 02 / 1961        | 02 / 2001    | Carnforth West Coast Railway                                        | 0     |
| D6544          | 33 026      | 02 / 1961        | 08 / 1998    | zerlegt 09 / 2003                                                   | 0     |
| D6545          | 33 027      | 03 / 1961        | 07 / 1991    | zerlegt 09 / 1992                                                   | 0     |
| D6546          | 33 028      | 03 / 1961        | 10 / 1988    | zerlegt 09 / 1989                                                   | 0     |
| D6547          | 33 029      | 03 / 1961        | 02 / 1997    | Carnforth West Coast Railway                                        | 0     |
| D6548          | 33 030      | 04 / 1961        | 02 / 2001    | Carnforth West Coast Railway                                        | 0     |
| D6549          | 33 031      | 04 / 1961        | 02 / 1989    | zerlegt 06 / 1991                                                   | 0     |
| D6550          | 33 032      | 04 / 1961        | 03 / 1987    | zerlegt 07 / 1987 nach Unfall nahe Frome North Junction (03 / 1987) | 0     |
| D6551          | 33 033      | 04 / 1961        | 05 / 1993    | zerlegt 01 / 1997                                                   | 0     |
| D6552          | 33 034      | 04 / 1961        | 01 / 1988    | zerlegt 01 / 2013                                                   | 0     |
| D6553          | 33 035      | 05 / 1961        | 09 / 1996    | Wensleydale Railway                                                 | 0     |
| D6554          | 33 036      | 05 / 1961        | 07 / 1979    | zerlegt 10 / 1979 nach Unfall in Mottingham (10 / 1977)             | 0     |
| D6555          | 33 037      | 05 / 1961        | 09 / 1987    | zerlegt 08 / 1991                                                   | 0     |
| D6556          | 33 038      | 06 / 1961        | 10 / 1988    | zerlegt 01 / 2001                                                   | 0     |
| D6557          | 33 039      | 06 / 1961        | 05 / 1989    | zerlegt 05 / 1991                                                   | 0     |
| D6558          | 33 040      | 06 / 1961        | 05 / 1993    | zerlegt 01 / 1997                                                   | 0     |
| D6559          | 33 041      | 06 / 1961        | 11 / 1975    | zerlegt 06 / 1976 nach Unfall in London (09 / 1975)                 | 0     |
| D6560          | 33 042      | 07 / 1961        | 09 / 1996    | zerlegt 01 / 1997                                                   | 0     |
| D6561          | 33 043      | 07 / 1961        | 09 / 1987    | zerlegt 05 / 1991                                                   | 0     |
| D6562          | 33 044      | 07 / 1961        | 09 / 1987    | zerlegt 09 / 1990                                                   | 0     |
| D6563          | 33 045      | 07 / 1961        | 10 / 1987    | zerlegt 11 / 1990                                                   | 0     |
| D6564          | 33 046      | 07 / 1961        | 03 / 1998    | East Lancashire Railway                                             | 0     |
| D6565          | 33 047      | 08 / 1961        | 02 / 1993    | zerlegt 02 / 1997                                                   | 0     |
| D6566          | 33 048      | 08 / 1961        | 02 / 1997    | West Somerset Railway                                               | 0     |
| D6567          | 33 049      | 09 / 1961        | 03 / 1988    | zerlegt 03 / 1989                                                   | 0     |
| D6568          | 33 050      | 09 / 1961        | 05 / 1993    | zerlegt 01 / 1997                                                   | 0     |
| D6569          | 33 051      | 09 / 1961        | 08 / 1998    | zerlegt 10 / 2003                                                   | 0     |
| D6570          | 33 052      | 09 / 1961        | 02 / 1997    | Bluebell Railway                                                    | 0     |
| D6571          | 33 053      | 10 / 1961        | 02 / 1997    | Great Central Railway                                               | 0     |
| D6572          | 33 054      | 10 / 1961        | 02 / 1986    | zerlegt 08 / 1987                                                   | 0     |
| D6573          | 33 055      | 11 / 1961        | 12 / 1989    | zerlegt 08 / 1991                                                   | 0     |
| D6574          | 33 056      | 10 / 1961        | 02 / 1991    | zerlegt 07 / 2006                                                   | 0     |
| D6575          | 33 057      | 11 / 1961        | 02 / 1997    | West Somerset Railway                                               | 0     |
| D6576          | -           | 11 / 1961        | 11 / 1968    | zerlegt 03 / 1969 nach Unfall in Reading (10 / 1968)                | 0     |
| D6577          | 33 058      | 11 / 1961        | 06 / 1991    | zerlegt 06 / 1994                                                   | 0     |
| D6578          | 33 059      | 11 / 1961        | 09 / 1988    | zerlegt 07 / 1991                                                   | 0     |
| D6579          | 33 060      | 12 / 1961        | 10 / 1990    | zerlegt 09 / 1992                                                   | 0     |
| D6580          | 33 119      | 12 / 1961        | 10 / 1989    | zerlegt 04 / 1992                                                   | 1     |
| D6581          | 33 061      | 12 / 1961        | 09 / 1987    | zerlegt 06 / 1992                                                   | 0     |
| D6582          | 33 062      | 12 / 1961        | 11 / 1987    | zerlegt 11 / 1990                                                   | 0     |
| D6583          | 33 063      | 01 / 1962        | 02 / 1997    | Spa Valley Railway                                                  | 0     |
| D6584          | 33 064      | 01 / 1962        | 10 / 1994    | zerlegt 07 / 1997                                                   | 0     |
| D6585          | 33 065      | 01 / 1962        | 02 / 1997    | Spa Valley Railway                                                  | 0     |
| D6586          | 33 201      | 02 / 1962        | 10 / 1993    | Battlefield Line Railway                                            | 2     |
| D6587          | 33 202      | 02 / 1962        | 12 / 1998    | Kent and East Sussex Railway                                        | 2     |
| D6588          | 33 203      | 02 / 1962        | 04 / 1991    | zerlegt 05 / 2006                                                   | 2     |
| D6589          | 33 204      | 02 / 1962        | 02 / 1997    | zerlegt 02 / 2002                                                   | 2     |
| D6590          | 33 205      | 02 / 1962        | 07 / 1992    | zerlegt 08 / 2003                                                   | 2     |
| D6591          | 33 206      | 03 / 1962        | 09 / 1996    | zerlegt 02 / 1997                                                   | 2     |
| D6592          | 33 207      | 03 / 1962        | 02 / 1997    | Carnforth West Coast Railway                                        | 2     |
| D6593          | 33 208      | 03 / 1962        | 02 / 1997    | Battlefield Line Railway                                            | 2     |
| D6594          | 33 209      | 03 / 1962        | 12 / 1988    | zerlegt 10 / 1989                                                   | 2     |
| D6595          | 33 210      | 04 / 1962        | 08 / 1987    | zerlegt 09 / 1990                                                   | 2     |
| D6596          | 33 211      | 04 / 1962        | 10 / 1993    | zerlegt 01 / 1997                                                   | 2     |
| D6597          | 33 212      | 05 / 1962        | 09 / 1987    | zerlegt 05 / 1991                                                   | 2     |
| Quellen:       |             |                  |              |                                                                     |       |